# 後退
後退（こうたい、英: retrograde movement）は、現代戦術論において、現在の戦況の改善を目的とし、戦闘を中止して敵との交戦を回避しつつ前線に対して後方への機動、または敵から距離を置く戦術行動である。後退行動とも呼ばれる。

## 概要
時間的余裕、戦力の温存、悪化している状況下での戦闘回避、不利な体勢への敵の誘導を目的として実行される後方への機動・移動が後退行動である。敵に背を向ける行動であり敵の追撃を受けやすいため、秘密裏に企画し迅速に実行されなければならない。また後退行動は士気を低下させやすく、混乱が発生しやすい。そのため夜間に退却行動を行う場合は同士討ちの危険性があるため、指揮掌握が極めて重要となる。

## 要領
後退行動の基本的な手順として、第一に後方行動に利用するための道路などの交通路を準備する。特に負傷者や物資の移動は速やかに行われることが必要である。第二に後方において前線の部隊を再配置する収容陣地を準備しなければならない（ただし、迅速性を重視する場合はこれを設けない場合もある）。ここを占領し、火砲を配備して前線部隊の後退行動を組織的に支援する。これで後方の準備は完了する。第三に前線の部隊をできるだけ同時に撤退させる。状況によっては一部の部隊を比較的長く前線に留め、敵の追撃や戦果拡張に対して反撃を行い、主力部隊の後退行動を支援する。第四に撤退する部隊は後方に準備された収容陣地に入り、ここで部隊を再編してさらに後退行動を行う。後退行動における移動では、部隊の後衛と側面に戦闘力を集中させて敵の追撃や戦果拡張に対して警戒を行わなければならない。敵に後退行動を察知されないために状況が許す限り闇夜や濃霧を利用することが望ましい。ただし、視界が限定される状況下では混乱が発生しやすいため、できる限りの退却路の確認や手順についての準備を行うことが必要である。

## 分類

### 遅滞
遅滞(delay)とは攻撃・防御いずれを行うにしても敵戦力に対して戦力が十分ではない場合、敵を特定の地形に誘導すること、時間的猶予を獲得することを目的として行う後退への移動である。遅滞部隊は、攻撃・防御などの戦術行動を行いつつも、決定的な戦いに陥らないように注意が必要である。歴史的な先例として、1812年のナポレオンが行ったロシア遠征の際に、ロシア軍はフランス軍の消耗を狙った遅滞行動を繰り返している。

### 離脱
離脱(disengagement)とは部隊の抽出、陣地の修正、部隊の再配置を行う場合に行われる後方への移動である。大幅な戦線の再設定を実行する場合に実施されるものである。交戦中にも行われる場合があり（戦場離脱）、他の部隊の支援を受けながら実行されることもある。

### 離隔
離隔(retirement)とは敵と接触していない部隊が後方へ移動することである。離脱に引き続き行われることが多い。また遭遇戦において、優勢の敵と戦闘を行う不利を回避して、敵を特定の地域に誘導してから反撃に移る場合などに、その地域を選定して必要な部隊を展開させることを離隔展開という。

### 集心的退却
全部隊が同一地点に後退を行う後退行動である。一箇所に部隊が集中するため、その後の部隊の再編と反撃の準備を行いやすくする。ただし、敵にとっては動きが捕捉しやすいため、組織的な追撃を受けやすい。

### 離心的退却
部隊がいくつかの地点に後退を行う後退行動である。数箇所に部隊が分散されるため、その後の挟撃を行いやすくする。しかし、戦力が分散するため、各個撃破されやすくなる。